# Hans-Joachim Stuck
Hans-Joachim Stuck (Garmisch-Partenkirchen, Zapadna Njemačka, 1. siječnja 1951.) je bivši njemački vozač automobilističkih utrka, te sin Hansa Stucka.
“Striezel”, kako mu je bio nadimak, je itekako dobro opravdao svoje prezime i nasljeđe i postao jedan od najboljih all round vozača svih vremena. Dva puta je bio ukupni pobjednik utrke 24 sata Le Mansa i 1 pobjednik u svojoj klasi, a još je dodatnih 6 puta je osvojio podij na istoj utrci. Isto tako je postao prvakom WSC prvenstva 1985. s Porscheom. I u njemačkom DTM-u je bio uspješan te je 1990. postao prvakom tog natjecanja. Rezultati u Formuli 1 nisu bila loši. Dva puta je s Brabhamom došao do podija, 1977. na VN Njemačke i VN Austrije, no do većih uspjeha u F1 ga je sprječila upravo raznovrsnost, a i to što je visok čak 194 cm mu svakako nije bilo od pomoći. No svoju reputaciju je stekao trima pobjedama i vrhunskim nastupima na 24 sata Nurburgringa.

## Vanjske poveznice
- Hans-Joachim Stuck - Stats F1
- All Results of Hans-Joachim Stuck - Racing Sports Cars